# 入蜀記
《入蜀記》，宋代遊記散文，是中國第一部長篇遊記，全篇共四萬多字，共六卷。是宋代陸游撰。在四庫全書中為史部傳記類雜錄之屬。
南宋孝宗乾道元年（1165年），四十一歲的陸游築舍於山陰（今浙江紹興）城南的鏡湖隱居，直到四十五歲才受任為夔州（今重慶奉節地區）通判。
從南宋孝宗乾道六年（1170年）的初夏到十月（歷時160天，自閏五月十八日晚起程，乘船由運河、長江水路前往，經今浙、蘇、皖、贛、鄂、渝，終於10月27日早晨）抵達官府，他一日一記，將赴蜀的景物、人文寫成此記。

## 相關
- 陸游